# Đường Minh Giang
Đường Minh Giang hay Đường Giang là nam đạo diễn phim tài liệu Việt Nam, ông từng là ca sĩ, người mẫu và diễn viên được biết đến trong các phim Mảnh đời của Huệ, Bản lĩnh người đẹp, Khỏa nước sông Quy...

## Tiểu sử
Nguyễn Quốc Việt, sinh ngày 29 tháng 10 năm 1960 tại Hà Nội, quê gốc Hưng Yên.
Đầu thập niên 1970, sau khi tốt nghiệp phổ thông, ông cùng 7 người bạn trúng tuyển khoa Cải lương - trường Đại học Sân khấu - Điện ảnh Hà Nội trong giai đoạn Cải lương thịnh hành tại miền Bắc sau năm 1975. Ông lấy tên nghệ danh cho mình là Đường Minh Giang.

## Sự nghiệp
Khi ra trường sức hút của Cải lương hạ nhiệt, ông và những bạn học phải bỏ nghề, riêng Giang làm nhiều ngành nghề để có tiền tiếp tục học thêm thanh nhạc và nghề đạo diễn. Trong thập niên 1990, ông làm diễn viên xuất hiện khá thường xuyên trên truyền hình. Từ những năm 2004, Đường Minh Giang chuyển hẳn sang sản xuất phim tài liệu, ông bắt đầu thu thập tìm tài liệu trong 4 năm và bỏ ra 2 năm để đi khắp Cao Bằng, Bắc Kạn, Lạng Sơn làm phim tài liệu về đại tướng Võ Nguyên Giáp.
Năm 2010, bộ phim hoàn tất với tựa đề "Tướng Giáp với Cao Bằng", sau khi được người dân, chính quyền Cao Bằng và các cựu chiến binh tại Hà Nội góp ý, tựa đề được đổi thành "Tổng tư lệnh Võ Nguyên Giáp với Cao Bằng".
Dưới vai trò là một đạo diễn, tính đến năm 2023 Đường Minh Giang đã cho ra đời khoảng 300 bộ phim thuộc nhiều thể loại, đặc biệt là về đề tài văn hóa, lịch sử Việt Nam.
Năm 2025, ông sáng tác và ra mắt ca khúc "Hưng Yên quê mẹ" theo đề nghị của người bạn Nguyễn Quốc Đạt.

## Tác phẩm

### Vai diễn
| Năm  | Tựa đề                   | Vai diễn                | Đạo diễn                | Phát hành            | Ghi chú                                          |
| ---- | ------------------------ | ----------------------- | ----------------------- | -------------------- | ------------------------------------------------ |
| 1991 | Mối tình sau song sắt    | Sơn                     | Nguyễn Khắc Lợi         | Phim điện ảnh        | danh đề: Đường Giang                             |
| 1992 | Tình yêu bên bờ vực thẳm | Tuyết Hận               | Hải Ninh - Trọng Phan   | Phim điện ảnh        |                                                  |
| 1994 | Khách ở quê ra           | Mới                     | Đức Hoàn                | Phim điện ảnh        |                                                  |
| 1995 | Đất nước đứng lên        | Dăm Noi                 | Hồ Thái - Đặng Việt Bảo | Phim điện ảnh        |                                                  |
| 1995 | Mảnh đời của Huệ         | Tài xế Phúc             | Phi Tiến Sơn            | Ngắn tập             |                                                  |
| 1998 | Hồn của đất              | Ngọc                    | Nguyễn Anh Tuấn         | Điện ảnh truyền hình |                                                  |
| 2000 | Bụi hồ                   | Đại úy Dũng             | Quí Dũng                | Điện ảnh truyền hình | Dựa theo tiểu thuyết cùng tên của Hoàng Thế Sinh |
| 2002 | Khỏa nước sông Quy       | Lão Phu                 | Trần Vinh               | Điện ảnh truyền hình | Dựa theo tiểu thuyết Hoa mận đỏ của Cao Duy Sơn  |
| 2005 | Bản lĩnh người đẹp       | Bầu show Lý             | Nguyễn Anh Tuấn         | Điện ảnh truyền hình | [ 7 ] [ 8 ]                                      |
| 2005 | Ngôi nhà cổ tích         | Giám đốc Lee (Hàn Quốc) | Nguyễn Khải Hưng        | VTV1                 | [ 9 ]                                            |

### Sản xuất
| Năm  | Tựa đề                                   | Vai trò              | Thế loại      | Chú thích |
| ---- | ---------------------------------------- | -------------------- | ------------- | --------- |
| 2009 | Nước mắt trăng của Trần Thị Hòe          | Biên kịch            | Phim tài liệu |           |
| 2009 | Chuyện người gỗ                          | Biên kịch            | Phim tài liệu | [ 10 ]    |
| 2010 | Tổng tư lệnh Võ Nguyên Giáp với Cao Bằng | Đạo diễn / Biên kịch | Phim tài liệu |           |
| 2017 | Con người có phải là môi trường          | Biên kịch            | Phim tài liệu | [ 11 ]    |
| 2023 | Điện ảnh Việt Nam với văn hóa Bạc Liêu   | Đạo diễn             | Phóng sự      | [ 12 ]    |